# Antonio López Castillo
Antonio José López Castillo (ur. 9 lipca 1945 w San Rafael de Mara, zm. 18 lipca 2021 w Maracaibo) – wenezuelski duchowny katolicki, arcybiskup Barquisimeto w latach 2007–2020.

## Życiorys
18 lipca 1970 otrzymał święcenia kapłańskie i został inkardynowany do archidiecezji Maracaibo. Był m.in. pracownikiem diecezjalnego sekretariatu katechetycznego oraz Centrum Powołaniowego, zaś w latach 1985–1988 był wikariuszem generalnym archidiecezji.
26 lutego 1988 został mianowany biskupem pomocniczym archidiecezji Maracaibo ze stolicą tytularną Theuzi. Sakry biskupiej udzielił mu 28 maja 1988 ówczesny arcybiskup Maracaibo - Domingo Roa Pérez.
1 sierpnia 1992 został mianowany biskupem ordynariuszem diecezji Barinas, zaś 27 grudnia 2001 został metropolitą Calabozo.
22 grudnia 2007 papież Benedykt XVI mianował go arcybiskupem metropolitą Barquisimeto.